# 王亚伟
王亚伟（1971年9月11日—），中国金融交易市场知名的投资人。曾任华夏基金管理公司副总经理、副总裁，被中国股民称为“公募一哥”。2012年，自华夏基金辞职成为私募，成立深圳千合资本管理有限公司。

## 生平
王亚伟毕业于安徽省马鞍山市的马鞍山二中，1989年参加高考，以高考状元的身份考入清华大学电子系。在大学期间，他首次接触了证券投资，对其产生兴趣，后来在清华大学经济管理学院取得企业管理的双学位。
1994年，进入中信国际合作公司工作，在那里他开始接触证券业务。1995年，王亚伟进入华夏证券工作，在北京东四营业部任研究部经理。1998年，就在中国大陆基金业刚刚起步的时候，他加入刚成立的华夏基金旗下的基金兴华，担任基金经理助理，后来升为基金经理。
王亚伟擅于投资冷门股和重组股，但他的投资才能最初并不出众。2005年12月，他担任华夏大盘精选基金基金经理。2006年和2007年，华夏大盘精选基金分别以154.49%和226%的净值增长名列国内各类基金前茅，被誉为“中国最赚钱的基金经理”。在2008年的熊市中，增长率为-34.87%，成为基金“抗跌亚军”。在这几年里，王亚伟开始出名，被中国股民称为“公募一哥”，他持仓和关注的股票被股民称为“王亚伟概念股”。
2012年5月7日，王亚伟因个人原因自华夏基金辞职。7月，在香港注册的资产管理公司Top Ace Asset Management Limited(简称“Top Ace”)，开始进入私募界，向专业投资者提供服务。9月，在深圳注册成立深圳千合资本管理有限公司。

## 相关人物
- 徐翔 (私募)
- 王茹远
- 赵丹阳
- 杨怀定（杨百万）
- 唐万新
- 吕新建（吕梁）